# پکسی فریرا
پکسی فریرا (انگلیسی: Patxi Ferreira؛ زادهٔ ۲۲ مهٔ ۱۹۶۷) بازیکن فوتبال اهل اسپانیا است.
از باشگاه‌هایی که در آن بازی کرده‌است می‌توان به باشگاه فوتبال رایو وایکانو، باشگاه فوتبال اتلتیکو مادرید، باشگاه فوتبال والنسیا، باشگاه فوتبال اتلتیک بیلبائو، باشگاه فوتبال سویا، و باشگاه فوتبال اتلتیک بیلبائو بی اشاره کرد.
وی همچنین در تیم‌های ملی فوتبال زیر ۱۶ سال اسپانیا، زیر ۱۸ سال اسپانیا، زیر ۱۹ سال اسپانیا، زیر ۲۰ سال اسپانیا، زیر ۲۱ سال اسپانیا، اسپانیا، و باسک بازی کرده‌است.